# Ксинистери (виноград)
Ксинистери (англ. xynisteri, xinisteri, xynistery; греч. ξυνιστέρι) — белый сорт винограда, выращиваемый на Кипре. Около 13 % кипрских виноградников, что составляет 500 гектаров (1250 акров) на южных склонах горной системы Троодос засажены этим сортом винограда. Он используется в производстве нескольких местных (преимущественно белых) вин. В частности, Ксинистери используется в производстве известного кипрского десертного вина Коммандарии. Для этого сорт Ксинистери смешивают с сортом Мавро.